# Pervagor alternans
Pervagor alternans es una especie de peces de la familia Monacanthidae en el orden de los Tetraodontiformes.

## Morfología
Los machos pueden llegar alcanzar los 16 cm de longitud total. Número de  vértebras: 19.

## Hábitat
Es un pez de mar de clima tropical y asociado a los  arrecifes de coral.

## Distribución geográfica
Se encuentra en la costa oriental de Australia,  Isla de Lord Howe, Nueva Caledonia, las Islas Marshall y Tonga.

## Observaciones
Es inofensivo para los humanos.